# Nehrovo
Nehrovo (ukrajinsky Негрово, maďarsky Maszárfalva) je obec v mukačovské městské komunitě, v mukačevském okrese Zakarpatské oblasti Ukrajiny. V Nehrově jsou velká ložiska soli. V roce 2025 zde žilo 1116 obyvatel.

## Historie
V roce 1863 byl v okolí Negrova nalezen velký bronzový poklad z pozdní doby bronzové. V centru obce byl v roce 1963 při kopání příkopu pro základ nalezen poklad bronzových mečů ze starší doby železné.
První písemná zmínka o sídle pochází z roku 1398, kdy bylo uvedeno v podobě Massor. Do Trianonské smlouvy patřilo sídlo pod názvem Maszárfalva k Uherskému království, poté k Československu. Od roku 1945 patřilo Nehrovo Sovětskému svazu, nakonec od roku 1991 Ukrajině.